# Apologo di Menenio Agrippa

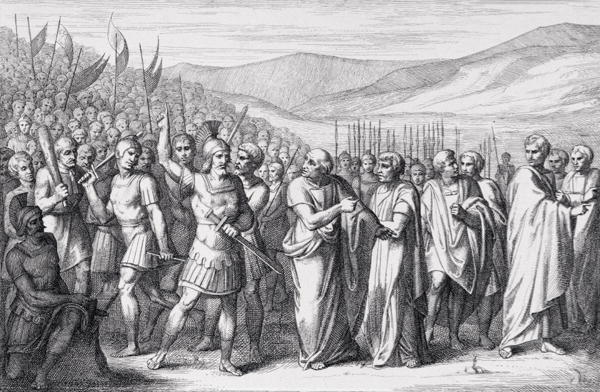
La secessione della plebe, incisione di B. Barloccini, 1849

L'apologo di Menenio Agrippa fu un discorso pronunciato da Menenio Agrippa nel 494 a.C. ai plebei che, per protesta, avevano abbandonato Roma e occupato il Monte Sacro per ottenere la parificazione dei diritti con i patrizi (azione detta secessio plebis).
L'apologo è tramandato da Tito Livio che lo ha riportato nel secondo libro degli Ab Urbe condita libri.

## Testo e contenuto dell'apologo
Agrippa spiegò l'ordinamento sociale romano metaforicamente, paragonandolo ad un corpo umano nel quale, come in tutti gli insiemi costituiti da parti connesse tra loro, gli organi sopravvivono solo se collaborano e, diversamente, periscono; conseguentemente, se le braccia (il popolo) si rifiutassero di lavorare, lo stomaco (il senato) non riceverebbe cibo ma, in tal caso, ben presto tutto il corpo, braccia comprese, deperirebbe per mancanza di nutrimento.
(Tito Livio, Ab Urbe Condita libri, II, 32)

## Conseguenze dell'apologo
Grazie alla mediazione di Agrippa, la situazione fu ricomposta ed i plebei fecero ritorno alle loro occupazioni, scongiurando così la prima grande rottura fra patrizi e plebei. 
Successivamente, la plebe ottenne l'istituzione dei tribuni della plebe e degli edili della plebe e l'istituzione di una propria assemblea, il concilium plebis, che eleggeva i tribuni e gli edili plebei. Le delibere dei concilia plebis (plebisciti) avrebbero avuto valore di legge per i plebei. Sia i tribuni che gli edili della plebe erano inviolabili e inizialmente erano cariche solo per i plebei.